# Avenger (anime)
Avenger (japonês: アヴェンジャー, Hepburn: Avenjā) é uma série anime, produzida por Bandai Visual, Bee Train e Xebec, e dirigida por Koichi Mashimo. É definido em Marte colonizado pós-apocalíptico). A série estreou em todo o Japão entre 1 de outubro de 2003 e 24 de dezembro de 2003 na rede TV de Tóquio. Mais tarde, foi licenciada para distribuição na América do Norte pela unidade distribuidora da Bandai em toda a região, Bandai Entertainment.

## Enredo
Marte foi transformado numa colônia da Terra. Nesse futuro, crianças foram substituídas por rôbos, servos chamados de "Dolls". Layla é uma viajante, uma habilidosa guerreira cujo passado esconde tragédias, a acompanha Nei - uma Doll, uma estranha Doll, que parece ser "única" nesse mundo; e Speedy, um construtor de Dolls. O trio está sob constante ataque dos fundadores de Marte, segundo ele, representam perigo, o porquê ainda é desconhecido, mas a cada ataque o misterioso passado delas é revelado um pouco, abrindo respostas para o futuro.
Por causa de fortes tempestades de areia, a população vive em um estado de penúria, com escassez de provisões e uma política] governamental altamente repressora e violenta. Para evitar um agravamento desta complicada situação em função do aumento populacional, os governantes proibiram de forma radical a procriação. Por esta razão, nos últimos 10 anos, nenhuma criança nasceu em Marte.
Para contornar a situação, os casais passaram a criar bonecos externamente idênticos a crianças de verdade, mas com reações emocionais falsamente fabricadas por circuitos computadorizados. Estes bonecos (ou simplesmente "Dolls") não crescem, não morrem e, se apresentam algum defeito, podem ser consertados por profissionais capacitados ou simplesmente jogados no lixo, sem remorso. Neste caso, basta solicitar um novo boneco ao governo para substituir o "filho" recém-falecido.	
Um detalhe importante a respeito da política em Marte: cada vilarejo ou cidade é governado por um "Lutador Representativo". Desafios oficiais são promovidos de tempos em tempos em cada cidade, e apenas os melhores lutadores se arriscam a enfrentar uma luta feroz que pode custar a própria vida. O vencedor se torna o tal "Lutador Representativo", devendo distribuir os bens à população e governar a região sob sua responsabilidade de acordo com as normas estabelecidas por Volk e Westa, líderes máximos de Marte e últimos representantes dos "Doze Originais". Vale lembrar que combates são comuns em Marte, mas apenas os desafios oficiais valem o título de Lutador Representativo.
Layla Ashley é uma exímia lutadora que participa de alguns torneios (sempre vencendo de forma irrefutável), mas que evita passar pelas cidades, talvez para evitar a participação desnecessária em algum desafio oficial. Layla odeia os "Dolls" por alguma razão mas, ainda assim, viaja acompanhada de Nei, uma bela e expressiva boneca loura com um olho de cada cor e com a qual tem uma relação quase maternal. Layla, apesar de humana, é fria e sem expressão, parecendo não ter vontade de viver, enquanto Nei, apesar de ser apenas uma boneca, parece ser mais sentimental que Layla. Nei possui um problema sério: é uma boneca sem registro, uma "Stray Doll". De acordo com as regras vigentes em Marte, toda boneca deve ser devidamente registrada: do contrário, será sumariamente eliminada. Por esta razão, Layla e Nei viajam sem poder parar, pois sabem que qualquer descuido significará a destruição de Nei.

## Músicas
- Avenger possui abertura e encerramento do mesmo artista 'Ali Project'.
- Abertura: Gesshouku Grand Guignol
- Encerramento: Mirai No Eve
- Música que toca ao longo do anime: Kofuku No Zouhei (também de Ali Project)

## Personagens
- Layla: Não demonstra sentimentos, luta como se fosse a coisa mais natural do mundo, e o único sentimento que demonstra é o ódio que sente por Volk, além disso demonstra um afeto enorme pela Nei. Apesar de mostrar que não quer saber do resto do mundo.
- Volk: é enorme, forte, e decisivo, mas também cruel e demonstra que apesar de ter sentimentos, têm de ser sempre racional, mesmo que tal signifique que alguém acabe por morrer.
- Nei: Ela é talvez uma boneca, ou não. Um dos principais assuntos do anime. Nei foi encontrada jogada em uma pilha de lixo, e depois dada para Layla como premio por vencer uma luta.
- Speedy: é um criador de Bonecas, ele é alegre, e sempre disposto a ajudar, é completamente oposto da Layla, mas mostra que gosta da Layla, apesar de nunca o dizer, pelo menos diretamente.
- Deusa Westa: é muito gentil, carinhosa, e apóia sempre o Volk, mostrando-se ser a voz da razão muitas vezes.

## Animação
O mundo criado, é original e demonstra uma grande capacidade de imaginação pelo autor, talvez se possa acusar de um bocado de repetição de alguns cenários, como é o caso das cúpulas, mas está original e é bastante apelativo, e pode chegar até a está acima da média.